# Germán Lorente Guarch
Germán Lorente Guarch   (Vinaròs, 25 de novembre de 1932 - Madrid, 26 d'agost de 2019) va ser un director de cinema valencià. Les seves primeres pel·lícules, coproduccions internacionals, van ser ambientades en espais naturals i música moderna i foren prometedores, però en la dècada de 1970 i la dècada de 1980 va dedicar-se al cinema més comercial.

## Filmografia
- Donde tú estés / Un amore ed un addio (1964)[2]
- Playa de Formentor (1964)
- Vivir al sol (1965)
- Un día después de agosto (1968)
- Las nenas del Mini mini (1969)
- Una chica casi decente (1971)
- Coqueluche (1971)
- Chica de Via Condotti (1974)
- Sensualidad (1975)
- Striptease (1976)
- La Violación (1977)
- Hold-up (1977)
- Tres mujeres de hoy (1980)
- La vendedora de ropa interior (1982)
- Adolescencia (1982)